# Temple bouddhique Linh Son
Le temple bouddhique Linh Son est une pagode vietnamienne située avenue Jean-Jaurès à Joinville-le-Pont dans le Val-de-Marne, en France, dont le fondateur est Bhikṣu Thich Huyen Vi (釋玄微). Le mot vietnamien Linh Son est issu du mot chinois Líng shān (靈山，灵山 en simplifié) qui est la traduction du « Pic des Vautours » (sanskrit : Gṛdhrakūṭa) où le Bouddha Shakyamuni a prêché des soûtras très importants.

## La pagode de Joinville

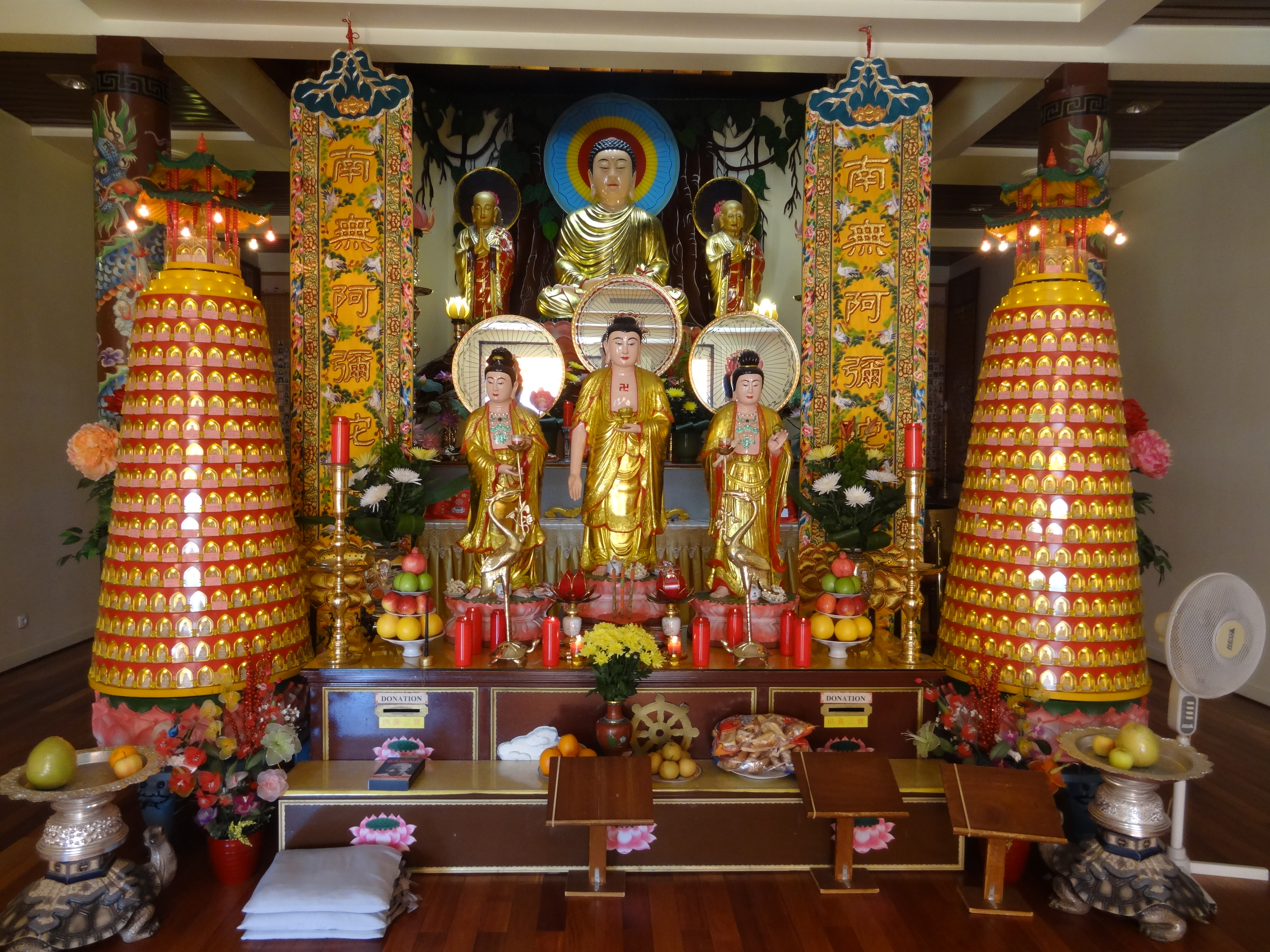
Salle de prière

À la fois temple et monastère, la pagode de Joinville accueille une vingtaine de moines et moniales. C’est l'un des plus importants bâtiments bouddhiques de la région parisienne avec le temple de Kagyu-Dzong dans le Bois de Vincennes.
Créée en 1975 par des personnes d’origine vietnamienne, l’association culturelle Linh Son utilisait d’abord une maison-dispensaire située sur le même site puis projetait d’édifier un temple de style extrême-oriental à partir de 1977. Le projet est remanié à la demande des autorités municipales et aboutit en 1984. Le docteur Tran Wankue a vendu son dispensaire à l'association culturelle Linh Son et en est devenu son premier président. 
C'est un bâtiment coloré à l'architecture très surprenante. À l'étage, dans la véranda, se trouve une statue de Kshitigarbha (viet. Địa tạng) chevauchant un « lion des enfers » de couleur bleu-nuit, d'une hauteur totale d'environ deux mètres. Juste à côté, devant le portrait du Bodhisattva Mahâsattva Avalokiteshvara, très souvent des fidèles venus de partout en RER ou en voiture font la divination pour éclaircir et résoudre leurs problèmes épineux de tous genres. 

## La Congrégation bouddhique mondiale Linh Son

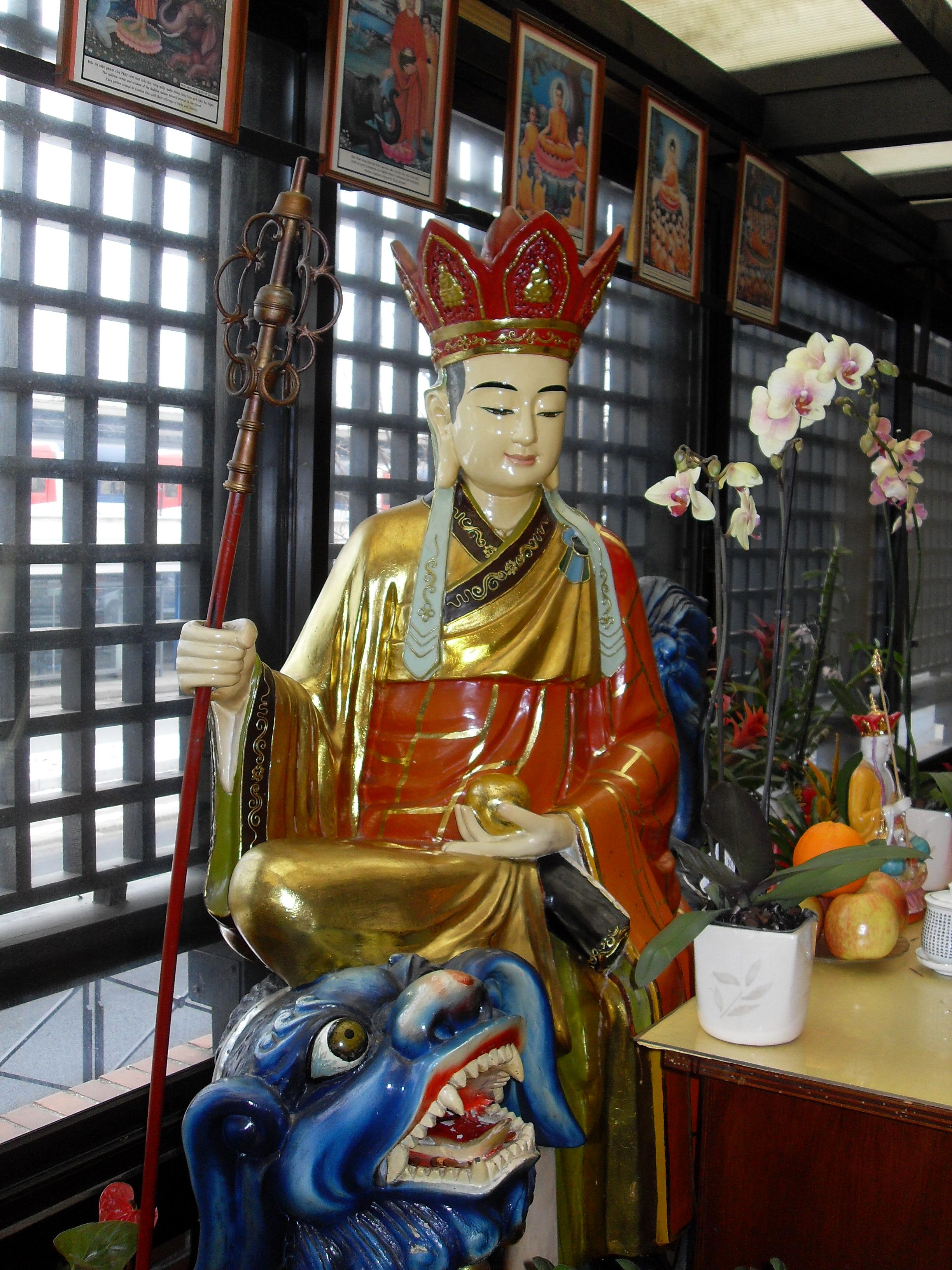
Statue du Bodhisattva Kshitigarbha

Le monastère de Joinville-le-Pont est le siège de la Congrégation bouddhique mondiale Linh Son qui regroupe une cinquantaine de temples à travers le monde dont plusieurs en France. Son orientation religieuse est la propagation du Dharma (l’enseignement du Bouddha) au sein du courant Mahâyâna (Grand Véhicule).
La congrégation Linh Son a été fondée et dirigée par le Vén. Thich Huyen Vi (釋玄微 1926-2005, nom laïc Le Van Huyen 黎文玄), moine d'origine vietnamienne, ayant étudié en Inde où il a obtenu un diplôme de doctorat en études bouddhiques, il a exercé une influence importante dans la diffusion du bouddhisme au sein des pays occidentaux.
Après la disparition du Vén. Thich Huyen Vi, la congrégation était présidée par Thich Tinh Hanh (釋浄行 1934-2015，nom laïc Li Kuang Lien 黎光蓮) qui avait vécu la plus grande partie de sa vie à Taiwan où il a fait construire des monastères, et sous ses organisation et direction, avec son financement issu de ses nombreuses activités, un groupe de traducteurs qu'il a formés ou choisis ont traduit le Tripidaka de langue chinoise en langue vietnamienne et fini par tout éditer en une collection formidable.  
Actuellement cette organisation est dirigée par Thích Giác Hoàn（釋覺還), secondé par Thích Tịnh Đạo（釋浄道) et Thích Trí Hải（釋智海）. 